# 爪哇青鱂
爪哇青鱂（學名：Oryzias javanicus）是青鱂屬下的一種淡水魚，生活在泰國、馬來西亞、新加坡及印度尼西亞，一般體長約2.5-4公分，體長可達4.5公分。
觀賞水族市場流通的女王燈也可能不是本種，其鑑定涉及學名請參見女王燈。